# Sovetski (Tijoretsk, Krasnodar)
Sovetski (del ruso: Советский) es un jútor del raión de Tijoretsk del krai de Krasnodar, en Rusia. Está situado en la orilla derecha del río Sujónkaya, afluente por la derecha del río Tijonkaya, tributario del río Chelbas, 14 km al norte de Tijoretsk y 133 km al nordeste de Krasnodar, la capital del krai. Tenía 19 habitantes en 2010
Pertenece al municipio Brátskoye.

## Transporte
Al oeste de  la localidad pasa la carretera federal M29 Cáucaso.